# Onthophagus ulula
Onthophagus ulula là một loài bọ cánh cứng trong họ Bọ hung (Scarabaeidae).